# Balena (costellazione)
La Balena (in latino Cetus) è una costellazione del cielo australe, posta in una regione popolata da costellazioni relative all'acqua, come l'Aquario, i Pesci ed Eridano.

## Caratteristiche

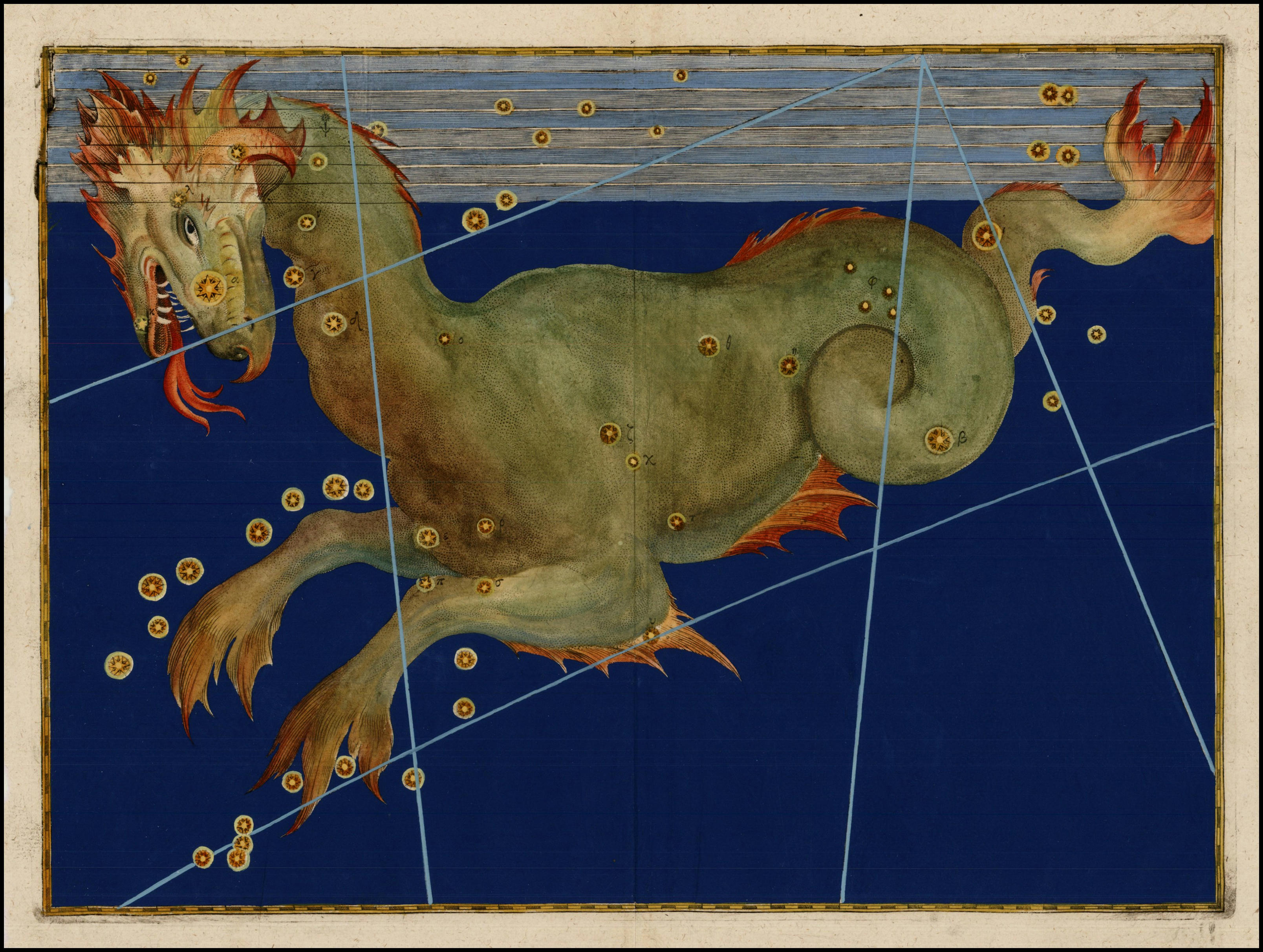
La costellazione della Balena illustrata da Johann Bayer nel '600.

La Balena è una costellazione di vaste dimensioni; si estende per gran parte nell'emisfero australe, ma è ben osservabile anche dall'emisfero nord. Si individua a sud dell'Ariete e dei Pesci, grazie alla presenza di due stelle di seconda magnitudine: α Ceti (Menkar) e β Ceti (Deneb Kaitos o Diphda); in particolare, a sud dell'Ariete è individuabile un cerchio di stelle che costituisce la testa dell'animale, mentre il resto del corpo si trova a sudovest di questo asterismo. La costellazione giace lontano dalla scia luminosa della Via Lattea, dunque è priva di campi stellari di fondo; l'eclittica passa molto vicina all'estremità nordoccidentale della Balena, perciò alcuni pianeti e la Luna possono transitarvi brevemente.
Il periodo più propizio per la sua osservazione nel cielo serale è compreso nei mesi fra settembre e gennaio; gli osservatori dell'emisfero sud sono leggermente più avvantaggiati, grazie alla declinazione australe di buona parte della costellazione. Dall'emisfero nord è visibile completamente fino a 65°N, ossia poco a sud del circolo polare artico.
L'asteroide 4 Vesta fu scoperto in questa costellazione nel 1827.

### Stelle più luminose
- β Ceti, nota come Deneb Kaitos, è la stella più luminosa: ha una magnitudine di 2,04 ed è una gigante arancione; si individua con facilità, a sud dei Pesci, grazie anche al fatto che si trova ad essere l'unica stella brillante in quest'area di cielo. La sua distanza è stimata sui 96 anni luce.
- α Ceti, nota come Menkar, è una stella dal colore rosso vivo (una gigante rossa), di magnitudine 2,54, situata nel gruppo della "testa" della costellazione; dista 220 anni luce.
- Mira (ο Ceti) è la stella più nota della costellazione; si tratta della prima stella variabile scoperta. Lungo un periodo di 331,65 giorni essa varia dalla magnitudine 2,0 (tra le più luminose di quest'area di cielo e facilmente visibile ad occhio nudo) fino a 10.1 (visibile solo con un telescopio), e ritorna quindi al massimo. La sua scoperta nel 1596 da parte di David Fabricius dette un'altra scossa al dogma dell'immutabilità dei cieli, che sarebbe presto caduto con la rivoluzione copernicana. la sua distanza è stimata sui 418 anni luce.
- η Ceti (Deneb Algenubi) è una stella arancione di magnitudine 3,46, distante 118 anni luce.
- γ Ceti (Kaffaljidhmah) è una stella bianca di magnitudine 3,47, situata nel gruppo della "testa"; dista 82 anni luce.

Tra le altre stelle, spicca τ Ceti, la diciassettesima stella più vicina al Sole; ancora più vicina è Luyten 726-8, al sesto posto, ma non risulta visibile ad occhio nudo.

### Stelle doppie
Nonostante le vaste dimensioni, le stelle doppie visibili nella costellazione sono in numero esiguo, e ancor meno lo sono quelle luminose e facili da osservare.
- La 37 Ceti è una delle più larghe, in cui la stella primaria, di magnitudine 5,1, e la secondaria, di settima, sono separate da 50", dunque risolvibili anche con bassi ingrandimenti.
- HD 15695 è una doppia costituita da due astri di settima magnitudine, entrambi bianchi, separati da 13".
- HD 3125 è una stella tripla in cui le componenti A e B sono molto strette, mentre la componente C, di nona magnitudine, si trova a 20" di separazione.

| Principali stelle doppie |                                          |                                          |             |             |                                 |        |
| Nome                     | Coordinate equatoriali all'epoca J2000.0 | Coordinate equatoriali all'epoca J2000.0 | Magnitudine | Magnitudine | Separazione (in secondi d'arco) | Colore |
| Nome                     | AR                                       | Dec                                      | A           | B           | Separazione (in secondi d'arco) | Colore |
| HD 3125 AB-C             | 00h 34m 30s                              | -04° 32′ 48″                             | 7,01        | 9,27        | 19,7                            | g + g  |
| HD 6651                  | 01h 07m 11s                              | -01° 43′ 55″                             | 7,4         | 8,5         | 4,2                             | g + g  |
| 37 Ceti                  | 01h 14m 24s                              | -07° 55′ 25″                             | 5,13        | 7,8         | 49,8                            | g + g  |
| HD 8350                  | 01h 22m 31s                              | -19° 04′ 50″                             | 6,5         | 8,7         | 5,0                             | g + g  |
| χ1 Ceti                  | 01h 49m 23s                              | -10° 42′ 13″                             | 6,1         | 7,2         | 1,8                             | g + g  |
| HD 15695                 | 02h 31m 30s                              | +01° 05′ 35″                             | 7,4         | 7,7         | 13,6                            | b + b  |
| γ Ceti                   | 02h 43m 18s                              | +03° 14′ 10″                             | 3,47        | 6,2         | 2,8                             | b + b  |

### Stelle variabili
La Balena contiene due fra le stelle variabili più conosciute e studiate del cielo.
La più famosa, nonché una delle più osservate, è Mira, la meravigliosa (in lingua latina) della Balena; fu catalogata da Johann Bayer con la lettera greca ο (omicron), e da allora si notò che restava visibile solo per alcune settimane, dopo le quali spariva alla vista per poi riapparire diversi mesi dopo. In seguito, quando si scoprirono altre stelle con simili caratteristiche, Mira divenne il prototipo delle variabili Mira Ceti, o "variabili Mireidi".
Una seconda stella molto conosciuta è la UV Ceti, il prototipo delle variabili a flare; questa stella mostra degli improvvisi brillamenti, o flare, che la portano dalla dodicesima magnitudine fino alla sesta, arrivando al limite della visibilità ad occhio nudo.
Fra le variabili irregolari, le più luminose sono AD Ceti e AE Ceti, entrambe visibili ad occhio nudo sia in fase di massima che in fase di minima, sebbene le loro escursioni siano difficilmente apprezzabili poiché molto ridotte.
Nella costellazione della Balena si trova PSR J0108-1431, la pulsar più prossima al sistema solare.
| Principali stelle variabili |                                          |                                          |             |             |                  |                                      |
| Nome                        | Coordinate equatoriali all'epoca J2000.0 | Coordinate equatoriali all'epoca J2000.0 | Magnitudine | Magnitudine | Periodo (giorni) | Tipo                                 |
| Nome                        | AR                                       | Dec                                      | Max.        | Min.        | Periodo (giorni) | Tipo                                 |
| R Ceti                      | 02h 26m 02s                              | -00° 10′ 42″                             | 7,2         | 14,0        | 166,24           | Mireide                              |
| T Ceti                      | 00h 21m 46s                              | -20° 03′ 29″                             | 5,0         | 6,9         | 158,9            | Semiregolare pulsante                |
| U Ceti                      | 02h 33m 44s                              | -13° 08′ 54″                             | 6,8         | 13,4        | 234,76           | Mireide                              |
| W Ceti                      | 00h 02m 07s                              | -14° 40′ 33″                             | 7,1         | 14,6        | 351,11           | Mireide                              |
| UV Ceti                     | 01h 39m 02s                              | -17° 57′ 02″                             | 6,82        | 12,95       | -                | Variabile irregolare (prot. UV Ceti) |
| AA Ceti                     | 01h 59m 01s                              | -22° 55′ 11″                             | 6,2         | 6,7         | 0,5362           | Eclisse                              |
| AD Ceti                     | 00h 14m 28s                              | -07° 46′ 50″                             | 4,9         | 5,16        | -                | Irregolare                           |
| AE Ceti                     | 00h 14m 38s                              | -18° 55′ 58″                             | 4,26        | 4,46        | -                | Irregolare                           |
| AR Ceti                     | 02h 00m 27s                              | -08° 31′ 26″                             | 5,40        | 5,61        | -                | Semiregolare                         |
| ο Ceti (Mira)               | 02h 19m 21s                              | -02° 58′ 37″                             | 2,0         | 10,1        | 331,96           | Mireide (prototipo)                  |

## Oggetti del profondo cielo

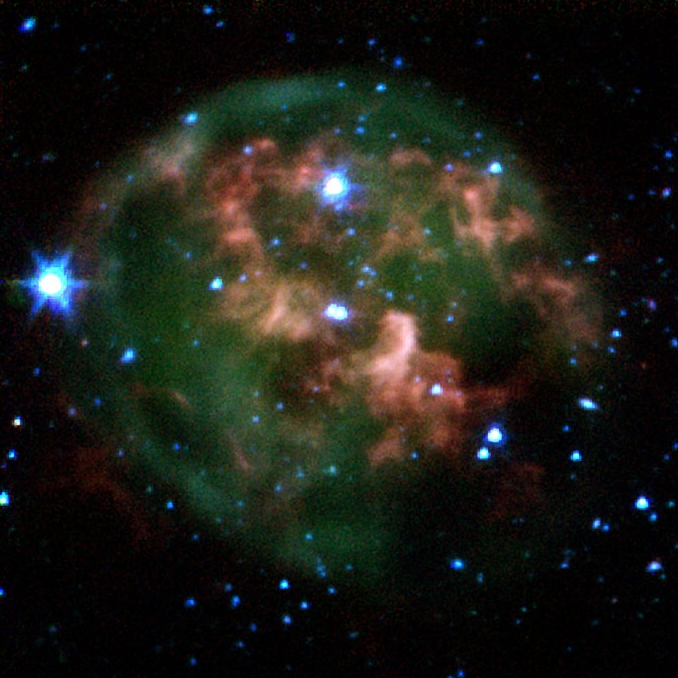
NGC 246, una nebulosa planetaria nota anche come "Nebulosa Teschio".

La costellazione della balena giace distante dal piano galattico ed è perciò priva dei ricchi campi stellari caratteristici di quelle aree di cielo; questo fatto favorisce l'osservazione del cielo profondo, dove è possibile scorgere numerose galassie.
Tra queste, la più notevole è M77, una galassia spirale dai bracci molto regolari visibile con piccoli telescopi; si individua con facilità grazie all'apparente vicinanza alla stella δ Ceti. Nei suoi pressi sono osservabili diverse altre galassie più deboli.
Un'altra galassia molto appariscente è NGC 247, una delle più vicine al nostro Gruppo Locale, visibile nella parte meridionale della costellazione. IC 1613 ha invece una forma irregolare; è nota soprattutto per la quasi completa assenza di polvere interstellare al suo interno, al punto che risulta essere "trasparente" alla luce delle galassie retrostanti. Si trova al limite estremo del Gruppo Locale di galassie.
NGC 246 è invece una nebulosa planetaria, molto estesa e facilmente individuabile anche con piccoli strumenti grazie alla sua luminosità; è nota anche col soprannome di "Nebulosa Teschio", a causa della sua forma.
| Principali oggetti non stellari |                                          |                                          |                     |             |                                        |                  |
| Nome                            | Coordinate equatoriali all'epoca J2000.0 | Coordinate equatoriali all'epoca J2000.0 | Tipo                | Magnitudine | Dimensioni apparenti (in primi d'arco) | Nome proprio     |
| Nome                            | AR                                       | Dec                                      | Tipo                | Magnitudine | Dimensioni apparenti (in primi d'arco) | Nome proprio     |
| NGC 45                          | 00h 14m 04s                              | -23° 10′ 52″                             | Galassia            | 10,8        | 8,5 x 5,9                              |                  |
| NGC 157                         | 00h 34m 47s                              | -08° 23′ 48″                             | Galassia            | 10,4        | 4,2 x 2,7                              |                  |
| NGC 246                         | 00h 47m 03s                              | -11° 52′ 19″                             | Nebulosa planetaria | 10,9        | 4,6 x 4,1                              | Nebulosa Teschio |
| NGC 247                         | 00h 47m 08s                              | -20° 45′ 36″                             | Galassia            | 9,2         | 21,4 x 6,9                             |                  |
| IC 1613                         | 01h 04m 54s                              | +02° 08′ 00″                             | Galassia            | 9,2         | 16,2 x 14,5                            |                  |
| NGC 584                         | 01h 31m 21s                              | -06° 52′ 06″                             | Galassia            | 10,3        | 4,2 x 2,3                              |                  |
| NGC 720                         | 01h 53m 00s                              | -13° 44′ 21″                             | Galassia            | 10,3        | 4,7 x 2,4                              |                  |
| NGC 908                         | 02h 23m 05s                              | -21° 14′ 03″                             | Galassia            | 10,5        | 6,0 x 2,6                              |                  |
| NGC 936                         | 02h 27m 38s                              | -01° 09′ 23″                             | Galassia            | 10,0        | 4,7 x 4,1                              |                  |
| NGC 988                         | 02h 35m 30s                              | -09° 21′ 34″                             | Galassia            | 11,0        | 4,6 x 2,5                              |                  |
| NGC 1052                        | 02h 41m 05s                              | -08° 15′ 21″                             | Galassia            | 10,6        | 3,0 x 2,1                              |                  |
| NGC 1055                        | 02h 41m 45s                              | +00° 26′ 32″                             | Galassia            | 10,9        | 7,6 x 2,7                              |                  |
| M77                             | 02h 42m 41s                              | -00° 00′ 48″                             | Galassia            | 9,6         | 7,1 x 6,0                              |                  |

## Sistemi planetari
Nella Balena sono note alcune stelle con un sistema planetario; due di queste possiedono due pianeti confermati. HD 11506 possiede due pianeti di tipo gioviano di diverse dimensioni e orbitanti a 0,6 e 2,4 UA dalla loro stella madre; HD 11964 possiede invece un pianeta con una massa sette volte superiore a quella della Terra orbitante a 0,2 UA dalla sua stella madre, mentre esternamente si trova un pianeta con una massa simile a quella di Saturno. In altri sistemi è noto un solo pianeta, come nel caso di 94 Ceti, una stella doppia il cui pianeta orbita attorno alla componente primaria.
| Sistemi planetari |                                          |                                          |             |                    |                              |
| Nome del sistema  | Coordinate equatoriali all'epoca J2000.0 | Coordinate equatoriali all'epoca J2000.0 | Magnitudine | Tipo di stella     | Numero di pianeti confermati |
| Nome del sistema  | AR                                       | Dec                                      | Magnitudine | Tipo di stella     | Numero di pianeti confermati |
| HD 224693         | 23h 59m 54s                              | -22° 25′ 41″                             | 8,23        | Subgigante gialla  | 1 (b)                        |
| Gliese 1002       | 00h 06m 43s                              | -07° 32′ 17″                             | 13,84       | Nana rossa         | 2 (b - c)                    |
| HD 1461           | 00h 18m 42s                              | -08° 03′ 10″                             | 6,47        | Nana gialla        | 2 (b - c)                    |
| BD-17°63          | 00h 28m 34s                              | -16° 13′ 35″                             | 9,62        | Nana gialla        | 1 (b)                        |
| HD 2638           | 00h 30m 00s                              | -05° 45′ 50″                             | 9,44        | Nana gialla        | 1 (b)                        |
| LHS 1140          | 00h 44m 59s                              | -15° 16′ 17″                             | 14,15       | Nana rossa         | 1 (b)                        |
| HD 5319           | 00h 55m 02s                              | +00° 47′ 22″                             | 8,05        | Gigante arancione  | 1 (b)                        |
| HIP 5158          | 00h 06m 02s                              | -22° 27′ 11″                             | 10,21       | Nana arancione     | 1 (b)                        |
| HD 6718           | 01h 07m 49s                              | -08° 14′ 01″                             | 8,55        | Nana gialla        | 1 (b)                        |
| HD 11506          | 01h 52m 51s                              | -19° 30′ 25″                             | 7,54        | Nana gialla        | 2 (b - c)                    |
| HD 11964          | 01h 57m 10s                              | -10° 14′ 31″                             | 6,41        | Subgigante gialla  | 2 (b - c)                    |
| 79 Ceti           | 02h 35m 20s                              | -03° 33′ 34″                             | 6,83        | Subgigante gialla  | 1 (b)                        |
| 81 Ceti           | 02h 37m 42s                              | -03° 23′ 46″                             | 5,65        | Gigante gialla     | 1 (b)                        |
| 94 Ceti           | 03h 12m 46s                              | -01° 11′ 45″                             | 5,07        | Nana bianco-gialla | 1 (b)                        |

## Storia e mitologia

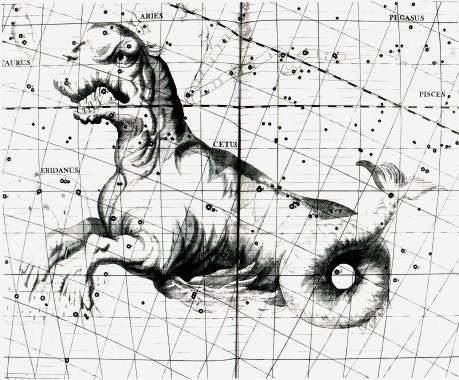
La Balena, il mostro marino dall'aspetto bizzarro, come è raffigurato in Atlas Coelestis di John Flamsteed.

Quando Cassiopea, la moglie del re d'Etiopia Cefeo, si vantò d'essere più bella delle ninfe marine chiamate Nereidi diede il via a una delle storie più celebri della mitologia greca, i cui personaggi sono commemorati in cielo. Per punirla dell'insulto arrecato alle Nereidi, il dio del mare Poseidone mandò un mostro marino (ketos) a razziare le coste del territorio di Cefeo. Proprio quel mostro è rappresentato nella costellazione Cetus o Balena.
Dai Greci il mostro marino veniva rappresentato come una creatura ibrida, con le enormi fauci spalancate e le zampe anteriori di animale terrestre, attaccate a un corpo coperto di scaglie con enormi avvolgimenti come fosse un serpente di mare. Di conseguenza nelle carte celesti questo mostro è disegnato come una creatura dall'aspetto alquanto improbabile, oggi più comico che spaventoso, per niente simile a una balena, nonostante sia qualche volta identificata con essa.
Per liberarsi del mostro, Cefeo ricevette istruzioni dall'Oracolo di Amon di offrirgli in sacrificio sua figlia Andromeda. Andromeda fu così incatenata alla costa rocciosa di Joppa ad aspettare che si compisse il suo tremendo destino. Andromeda tremava mentre il mostro le si avvicinava, fendendo le onde come una nave gigantesca. Fortunatamente, in quel momento capitò da quelle parti l'eroe Perseo, che prese in mano la situazione. Lanciandosi come un'aquila sulla schiena del mostro, Perseo conficcò la spada nella sua spalla destra. Il mostro si drizzò sulle sue spire e si girò, con le fauci fameliche che cercavano di addentare il suo attaccante. Perseo continuò a conficcargli la spada in corpo, nelle costole, nella schiena ricoperta di scaglie e alla radice della coda. Sputando sangue finalmente il mostro cadde in mare e vi giacque come una carcassa impregnata d'acqua. Il suo corpo fu trascinato a riva dagli abitanti del luogo riconoscenti, che lo spellarono ed esposero le ossa al pubblico.
La Balena è la quarta costellazione in quanto a dimensioni, e ciò si addice a un tale mostro, ma nessuna delle sue stelle è particolarmente brillante. Alfa della Balena si chiama Menkar, dall'arabo «narici», un nome poco indicato dato che questa stella è situata sulla mascella della bestia. La stella più famosa della costellazione è Mira, che in latino significa «la stupefacente», in considerazione della sua brillantezza variabile. Capita che la si veda facilmente a occhio nudo, ma il più delle volte è così debole da richiedere un binocolo o un telescopio.
Mira è una stella rossa gigante le cui variazioni di brillantezza derivano da cambiamenti di dimensioni. La stella fu registrata per la prima volta nel 1596 dall'astronomo olandese David Fabricius, ma la natura ciclica dei suoi cambiamenti non fu riconosciuta fino al 1638. Il nome Mira le fu dato dall'astronomo polacco Johannes Hevelius nel 1662, quando era l'unica stella variabile conosciuta.